# Barnegat Light
Barnegat Light és una població dels Estats Units a l'estat de Nova Jersey. Segons el cens del 2007 tenia 835 habitants.

## Demografia
Segons el cens del 2000, Barnegat Light tenia 764 habitants, 371 habitatges, i 230 famílies. La densitat de població era de 409,7 habitants/km².
Dels 371 habitatges en un 15,9% hi vivien nens de menys de 18 anys, en un 55% hi vivien parelles casades, en un 3,2% dones solteres, i en un 38% no eren unitats familiars. En el 34,8% dels habitatges hi vivien persones soles el 19,7% de les quals corresponia a persones de 65 anys o més que vivien soles. El nombre mitjà de persones vivint en cada habitatge era de 2,05 i el nombre mitjà de persones que vivien en cada família era de 2,6.
Per edats la població es repartia de la següent manera: un 14,4% tenia menys de 18 anys, un 4,5% entre 18 i 24, un 17,4% entre 25 i 44, un 29,5% de 45 a 60 i un 34,3% 65 anys o més.
L'edat mediana era de 55 anys. Per cada 100 dones de 18 o més anys hi havia 99,4 homes.
La renda mediana per habitatge era de 52.361 $ i la renda mediana per família de 66.406 $. Els homes tenien una renda mediana de 52.917 $ mentre que les dones 45.000 $. La renda per capita de la població era de 34.599 $. Aproximadament el 2,6% de les famílies i el 4,7% de la població estaven per davall del llindar de pobresa.

## Poblacions més properes
El següent diagrama mostra les poblacions més properes.